# Sałmi
Sałmi (ros. Салми) – osiedle w Rosji, w Karelii, w rejonie pitkiaranckim. W 2010 liczyło 2207 mieszkańców.
W Miejscowości jest stacja kolejowa Sałmi.
Urodzeni
- Aulis Sallinen – fiński kompozytor